# ブルーマンデーFM
ブルーマンデーFM（ブルーマンデーFM）は、日本のポップ・ミュージック音楽ユニットである。
2008年にロンドンで元Rita Rit.のキーボーディストの瀬名俊介とヴォーカルのLilyとで結成。
2009年12月にデビューアルバム『シーズン・ワン 月曜朝7時49分 / Monday Morning 7:49 a.m.』を発表。

## ディスコグラフィー

### シングル
1. ネコの手もかりたい（2010年3月）
2. お疲れ様のバラード（2021年12月）

### アルバム
ブルーマンデーFM①（シーズン・ワン 月曜朝7時49分 / Monday Morning 7:49 a.m.）（2009年12月16日）
1.Dream@ 7:49 a.m.
2.ブルーマンデー
3.ネコの手もかりたい
4.微熱OL
5.ケミカル木曜日
6.Baby Friday
7.それでも私は雨が好きです
8.ピクチャレスク
9.Mr.Deja Vu
10.Made in Love
11.Baby, I Luv U
ブルーマンデーFM②（シーズン・ツー Nostalgia）（2022年10月10日）
1.Official Jingle for Blue Monday FM
2.749
3.昭和ピープル
4.Freedom
5.パソコン突然死
6.お疲れ様のバラード
7.Baby Friday
8.Pop Jingle for Blue Monday FM
9.恋をしてるのね
10.自由人
11.Rainheart
12.My Fantasy
13.週末の終末